# Kislino (obwód kurski)
Kislino (ros. Кислино) – chutor w zachodniej Rosji, w sielsowiecie ryszkowskim rejonu kurskiego w obwodzie kurskim.

## Geografia
Miejscowość położona jest w dorzeczu Sejmu (lewy dopływ Desny), 3 km od centrum administracyjnego sielsowietu (Ryszkowo), przy południowej granicy miasta Kursk, 1,5 km od drogi magistralnej (federalnego znaczenia) M2 «Krym» (odcinek dojazdowy do Kurska).
We wsi znajdują się ulice: pierieułok 1-yj Lermontowa, pierieułok 2-oj Lermontowa, 8 marta, Achmatowoj, Arkticzeskaja, Awangardnaja, Biegowaja, Bieriozowaja, Biezymiannaja, Błagopołucznaja, Bumażnaja, Centralnaja, Cwietajewoj, Czechowa, Donskaja, Fieta, Fruktowaja, Gagarina, Gogola, Gonczarnaja, Gorochowaja, Granitnaja, Izumrudnaja, Jelisiejewa, Jesienina, Jużnaja, Kazanskaja, Kalinina, Kirpicznaja, Kołchoznaja, Kompleksnaja, Kosmonawtow, Lenina, Lermontowa, Lesnaja, Lubimaja, Lwa Tołstogo, Mastierowaja, Majakowskogo, Mirnaja, Narodnaja, Niekrasowa, Nowaja, Olchowaja, pierieułok Ostrowskogo, Piesocznaja, Pobiedy, Polewaja, Progonnaja, Prostornaja, Puszkina, Sadowaja, Sczastliwaja, Sławianskaja, Sowietskaja, Swietłaja, Swobodnaja, Tichaja, Tulskaja, Udacznaja, Uspiesznaja, Watutina, Warszawskaja, Wiesiołaja, Wiszniowaja, Wostocznaja, Wozniesienskaja, Zapowiednaja, Zielonaja i Żukowskogo (1535 posesji).
Klimat
Miejscowość, jak i cały rejon, znajduje się w strefie klimatu kontynentalnego z łagodnym ciepłym latem i równomiernie rozłożonymi opadami rocznymi (Dfb w klasyfikacji klimatów Köppena).

## Demografia
W 2010 r. chutor zamieszkiwały 504 osoby.